# قاسم‌آباد (پارسیان)
قاسم‌آباد، روستایی در دهستان مهرگان بخش مرکزی شهرستان پارسیان در استان هرمزگان ایران است.

## جمعیت
بر پایه سرشماری عمومی نفوس و مسکن در سال ۱۳۹۵، جمعیت این روستا برابر با ۶۰ نفر (۱۹ خانوار) بوده‌است.